# Турдубаева, Бурулбубу
Бурулбубу́ Турдуба́ева, другой вариант имени — Бурулбу (кирг. Бурулбүбү Турдубаева; род. 1931 год, село Бирдик, Тогуз-Тороуский район, Киргизская АССР, РСФСР, СССР) — старший чабан колхоза «Бирдик» Ак-Талинского района Нарынской области, Киргизская ССР. Герой Социалистического Труда (1966). Депутат Верховного Совета СССР 9-го созыва.

## Биография
Родилась в 1931 году в крестьянской семье в селе Бирдик Тогуз-Тороуского района.
С 1955 года трудилась чабаном в колхозе «Бирдик» Ак-Талинского района. Позднее возглавляла овцеводческую бригаду.
В течение 1963—1965 годов бригада Бурулбубу Турдубаевой ежегодно выращивала в среднем по 109—130 ягнят от каждой сотни овцематок и настригала в среднем с каждой овцы по 3,9 — 4,4 килограмма шерсти. Указом Президиума Верховного Совета СССР от 22 марта 1966 года удостоена звания Героя Социалистического Труда с вручением ордена Ленина и золотой медали «Серп и Молот».
Член КПСС с 1965 года. Избиралась депутатом Совета Национальностей Верховного Совета СССР 9-го созыва (1974—1979) от Тянь-Шаньского избирательного округа № 350 Киргизской ССР. Член Комиссии по торговле, коммунальному хозяйству и бытовому обслуживанию Совета Национальностей.
Проживала в Тогуз-Тороуском районе.